# Llista de videojocs de laberints
Els videojocs de laberints formen un gènere de videojocs que són anomenats així pels periodistes durant la dècada de 1980 per descriure qualsevol videojoc on el camp de joc té lloc en un laberint. Per a aquest tipus de joc es necessiten accions i moviments ràpids per escapar de monstres, guanyar la cursa a un oponent, o navegar pel laberint dins d'un límit de temps.

## Videojocs de laberints en vista superior (els clàssics)
- Gotcha, 1973, Atari (Arcade)
- Blockade, 1976, Gremlin Industries
- The Amazing Maze Game, 1976, Arcade
- Comotion, Gremlin Industries (Arcade)
- Maze Craze: A Game of Cops and Robbers, 1980, Atari
- Berzerk, 1980, Stern (Arcade) / Atari (Atari 2600, Atari 5200)
- Wizard of Wor, 1980, Midway (Arcade) / Commodore (Commodore computers) / Roklan (Atari computers) / CBS Games (Atari 2660) / Bally (Astrocade, com a Wizard)
- Turtles / Turpins, 1981, Konami/Sega/Stern (Arcade)
- Maze Death Race, 1982, Sinclair ZX81,[1] 1983, Sinclair ZX Spectrum[2]
- Android 2,[2] 1983, ZX Spectrum
- Styx,[2] 1983, ZX Spectrum
- Maziacs,[2][3] 1983 ZX Spectrum
- Fat Worm Blows a Sparky, 1985, ZX Spectrum
- Project Future, 1985, ZX Spectrum.[4]
- A-Maze, 1986, ZX Spectrum
- Kroz series, 1987, MS-DOS
- Think Quick!, 1987, Apple II & MS-DOS
- Maze Mania, 1989, ZX Spectrum / Commodore 64 / Amstrad CPC
- ZZT, 1991, MS-DOS
- Flamin' Finger, Arcade / Namco
- The Last Guy, 2008, PlayStation 3
- LIT, WayForward Technologies/Nintendo Wii's WiiWare, 2009

- Robot Rescue, Teyon/Nintendo DSi's DSiWare, 2009

- 1001 Crystal Mazes Collection, Teyon/Nintendo DSi's DSiWare, 2010

- BOH, 2009, EDITEL snc, AmigaOS / AROS / Linux / MacOS / Windows

## Videojocs de laberints en primera persona
- Maze War, 1974, Imlac PDS-1
- 3D Monster Maze,[2] 1981, ZX Spectrum
- Maze, 1982, ZX Spectrum
- Wayout, 1982, Atari 800
- Portopia Renzoku Satsujin Jiken, 1983, MSX
- Alien Maze, 1983, ZX Spectrum
- 3-Demon, 1983, MS-DOS
- Atic Atac, Ultimate (Play the game), 1983, ZX Spectrum
- Capture The Flag, Atari 800
- Skull, 1984, ZX Spectrum / Commodore 64
- Portopia Renzoku Satsujin Jiken, 1985, Famicom
- MIDI Maze, 1987, Atari ST
- Faceball 2000, 1991, Game Boy / Game Gear

## Videojocs de laberints amb persecucions
Aquest gènere és exemplificat pel Pac-Man (1979) de Namco, que va donar lloc a moltes continuacions i clons. Al Japó, se'ls diu "Punt-menja-jocs" (ドットイート).
- Head On, Arcade (1979). Desenvolupat per Sega.
- Ms. Pac-Man, Bally Midway, Arcade (1981). Llicenciat per Namco.
- Dung Beetles, Datasoft, Apple II (1982), i Tandy, Color Computer (prop del 1981). Per Bob Bishop.
- Gobbler, On-Line Systems, Apple II (1981). Per Olaf Lubeck.
- Hangly-Man, Nittoh, Arcade (1981)
- Jawbreaker, On-Line Systems, Atari 800 (1981) et al. Per John Harris (desenvolupador de programari).
- Lady Bug, Universal, Arcade (1981). Versions domèstiques publicades per Taito
- Lock 'n' Chase, Data East, Arcade (1981). Distribuït per Taito
- Make Trax/Crush Roller, Alpha Denshi, Arcade (1981). Distribuït per Williams Electronics.
- Mouse Trap, Exidy, Arcade (1981). Versions domèstiques per Coleco.
- Munchkin/KC Munchkin, Magnavox, Videopac/Odyssey 2 (1981). Dissenyat per Ed Averett.
- Snapper, Acornsoft, BBC Micro (1982), Acorn Electron (1983). Dissenyat per Jonathan Griffiths.
- Thief, Pacific Novelty, Arcade (1981)
- Baby Pac-Man, Bally Midway, Arcade (1982)
- Cosmic Cruncher, Commodore, Vic-20 (1982)
- Eyes, Arcade (1982). Publicat per Rock-Ola.
- Hungry Horace, Beam Software, ZX Spectrum (1982), Commodore 64 (1982), Dragon 32 (1982).
- Munch Man, Texas Instruments, TI99-4A (1982)
- Pac-Gal/Pac-Girl, mode text (1982). Per Al J. Jimenez.
- PC-Man, Orion Software, IBM PC boot loader (1982). Per Greg Kuperberg.
- Pengo, Arcade (1982). Per Sega.
- Snack Attack, Datamost, Apple II (1982). Per Dan Illowsky.
- Snack Attack II, Funtastic, Apple II (1982). Per Dan Illowsky i Michael Abrash.
- Super Pac-Man, Arcade (1982). Per Namco.
- 3-Demon, PC Research Inc., Sistema operatiu de disc (1983). Per John D. Price; Interfície en primera persona.
- Felix and the Fruit Monsters, Micro Power, Acorn Electron, BBC Micro (1983)
- Ghost Hunt, ZX Spectrum (1983)[5]
- Maze Chase, Hewson Consultants Ltd, ZX Spectrum (1983).[6][7]
- Jawbreaker II, On-Line Systems, Atari 800 (1983) et al. Per Dan Drew.
- Jr. Pac-Man, Bally Midway, Arcade (1983)
- Gnasher (1984), Mikro-Gen Ltd, ZX Spectrum[5]
- Devil World, Nintendo, Famicom (1984). Per Shigeru Miyamoto.
- I'm Sorry, Coreland/Sega, Arcade (1985)
- CD-Man, Creative Dimensions (1993)[8]
- 3D Maze Man: Amazing Adventures, Webfoot/eGames, Windows 95/98 (1998). Interfície en primera persona